# Pandemia de COVID-19 em Guernsey
Este artigo documenta os impactos da Pandemia de COVID-19 na Guernsey que é uma dependência do Reino Unido e pode não incluir todas as principais respostas e medidas contemporâneas.

## Cronologia

### Março de 2020
Em 9 de março o primeiro caso foi confirmado, mesmo dia que o governo local impôs restrições de viagens. Em 20 de março restrições foram estendidas a bares e restaurantes. Em 31 de março é reportada a primeira morte por COVID-19.

### Abril de 2020
Em 1° de abril o número de casos confirmados chegou a 91.